# 首爾怪談
《首爾怪談》（：／ Seoul goedam）是於2022年4月27日上映的韓國選集電影，香港上映時間確定為2022年7月7日。由第一次執導電影的洪元基所執導的十個故事組成，金道允、李烈音、李英珍和李垂珉主演。這部綜合電影講述了在熟悉的日常生活場所（例如地板之間的噪音、舊家具、人體模型、隧道和社交媒體）中感受到恐怖的故事。電影包含10個怪談主題所組成：密室逃脫、人體模型、變臉遊戲、婚姻、二手傢俱、層間噪音、魂遊、寄生蟲、紅衣服、隧道。

## 故事
來源:
| 故事 | 標題                                  | 主要演員            | 劇情簡介 |
| ---- | ------------------------------------- | ------------------- | --- |
| 1    | "隧道" (터널, Teoneol)                | 金道允              | 一天晚上，基勳 開著他的車釣魚回來，當他靠近一條隧道時，他看到擋風玻璃上有手印。 他試圖啟動雨刷器來清除它們，但它們仍然存在。 奇怪的是從車子裡面可以擦除這些手印。 他是一個人還是……？                       |
| 2    | "紅衣女子" (빨간옷, Ppalgan-ot)       | 李烈音              | 秀珍參加了同學恩智的葬禮，在那裡她聽說賢珠自殺了。 葬禮後，她被一個紅衣女人的幻象折磨著。 並且沒有逃脫它。                                                                                                 |
| 3    | "招魂" (혼숨, Honsum)                 | 李垂珉, Arin        | 兩名少女是最好的朋友。 她們有著共同的夢想和興趣，並做出了瘋狂的承諾，其中一個承諾是如果另一個人死了，她們將舉行死靈法術儀式。 惠妍死後，悲痛欲絕的知賢信守諾言，成功帶回惠妍的靈魂，但很快就發現自己不該…… |
| 4    | "齒蟲" (치충, Chi-chung)              | Hoya                | 一個男人抱怨牙痛，去看牙醫（忠宰），但忠宰找不到原因。 在諮詢了他的導師並在圖書館進行了研究之後，他才意識到牙痛的來源。                                                                                    |
| 5    | "冥婚" (혼인, Honin)                  | 李旼赫, 李英珍      | 栽薰 正在接受一份新工作的面試，但奇怪的是面試官要求他的出生時間和他的漢字名字。 儘管他的朋友警告，但他還是成功了並得到了這份工作。 但很快他發現這份工作伴隨著一場“婚姻”。                                  |
| 6    | "衣櫃" (중고가구, Jung-gogagu)        | 雪娥                | 智惠正在尋找適合她家的壁櫥，在從令人毛骨悚然的主人那裡找到一個便宜的壁櫥後，她開始因為有什麼東西觸碰她而失眠，壁櫥有什麼問題嗎……？                                                                         |
| 7    | "鏡中少女" (얼굴도둑, Eolguldoduk)    | 徐智秀              | 賢珠 在一家化妝品店工作，為了獲得化妝品贊助，她開始拍照並在社交媒體上發帖以獲得更多粉絲，但這是唯一的方法嗎......？                                                                                        |
| 8    | "人體模特" (마네킹, Maneking)         | 孫賢祐              | 鐘燦 在一個存放人體模型的倉庫工作，發現人體模型數量不對。 一天下班後，鐘燦看到一個男人跟人體模型說話，人體模型回頭盯著他看......                                                                           |
| 9    | "層間噪音" (충간소음, Chung-gansoeum) | 秋昭貞, 鄭元昌      | 政均 剛搬到一間新的房子，但是隔壁鄰居總會敲打牆壁發出噪音，這也讓他睡不著覺。一天上班時他發現隔壁鄰居是個漂亮的女生。                                                                                      |
| 10   | "密室逃脫" (방탈출, Bangtalchul)      | 奉宰鉉, AleXa, 鶴年 | 世理（AleXa）是著名社交媒體密室逃脫網紅，與努里（鶴年）和英民（奉宰賢）一起接受了1000萬韓元的巨額贊助，條件是逃出特別密室 空間，但回報越大，風險越大。                                                     |

## 演員
- 金道允 飾演 基勳[7]
- 李烈音 飾演 秀珍[8]
- 李英珍 飾演 恩英[9]
- 李垂珉 飾演 惠妍
- 崔乂園 飾演 知賢
- 奉宰鉉 飾演 永民[10]
- AleXa 飾演 世理
- 周鶴年 飾演 努里
- 孫賢祐 飾演 鐘燦
- 李旼赫 飾演 栽薰
- 李浩沅 飾演 忠宰
- 徐智秀 飾演 賢珠
- 雪娥 飾演 智惠
- 秋昭貞 飾演 鄰居
- 鄭元昌 飾演 政均[11]
- 吳龍 飾演 前輩/人形術士

## 生產
主要拍攝於2021年4月29日開始。本片為2020年於Netflix上線的恐怖影集《韓國都市怪談》續集電影，並集結了多位偶像飾演。

## 上映
影片於2022年5月在日本、泰國等13個海外國家上映。

## 票房
這部電影於2022年4月27日在474個戲院上映。 首映當天就位列國內票房第三名。
截至5月15日，在2022年上映的所有韓國電影中排名第13位，票房收入為811,092美元，入場人數為109,017人。

## 評價
STARNEWS的金娜妍在談到這部電影時說，“[它]很引人注目”，“打破現實與鬼故事之間界限的故事是這部電影足夠的『美德』”。她稱讚偶像的表演並寫道，“這些演員完全消除了對演技的擔憂，只發揮了自己的優勢。”
但是金也批評了這部電影的故事，她寫道，“即使利用每一集的演員的熱情表演，似乎也無法彌補故事的‘貧乏’”。金並不喜歡“每次在重要場景之前出現的過多聲音”，以及“角色變成殭屍或怪獸”的轉變，因為它“可能是一種不愉快的感覺，而不是恐懼。”
李裕彩為Cine21撰文表示，偶像出現在電影中並做出不同的面部表情是“送給粉絲的特別禮物，因為您可以看到自己喜歡的明星的不同面”。李最後寫道，“總的來說，這是一部味道溫和的恐怖片，緊張感較小，因為很容易預測什麼時候會出現。”李進一步表示，“與標題相反，不幸的是首爾市的特色並不突出。

## 外部連結
- 韩国电影数据库（KMDb）上《首爾怪談》的資料
- 《首爾怪談》在HanCinema的页面（英文）
- NAVER上《首爾怪談》的資料
- Daum上《首爾怪談》的資料